# سبزقباهای رنگین
سبزقباهای رنگین (نام علمی: Coracias) نام یک سرده از تیره سبزقبا است.

## گونه‌ها
- سبزقبای اروپایی Coracias garrulus
- سبزقبای حبشی Coracias abyssinicus
- سبزقبای سینه‌یاسی Coracias caudatus
- سبزقبای دم‌پارویی Coracias spatulatus
- سبزقبای کاکل‌حنایی Coracias noevius
- سبزقبای هندی Coracias benghalensis
- سبزقبای بال‌ارغوانی Coracias temminckii
- سبزقبای شکم‌آبی Coracias cyanogaster